# Горені Врсник
Горені Врсник (словен. Gorenji Vrsnik) — поселення в общині Ідрія, Регіон Горишка, Словенія. Знаходиться по дорозі від Ідрії до Зірі. Висота над рівнем моря: 716,6 м.